# Luis Bellido
Luis Bellido y González (Logroño, 8 de mayo de 1869-Madrid, 15 de diciembre de 1955) fue un arquitecto español responsable del diseño y construcción de una gran cantidad de edificios de Madrid, ciudad de la que fue arquitecto municipal, y Asturias. Destacan, entre ellos, el Matadero y Mercado Municipal de Ganados de Madrid, iniciado en 1910, mezclando el modelo historicista de las construcciones públicas e institucionales, y el eclecticismo, de influencia francesa, de las construcciones civiles.

## Biografía
Bellido nació en Logroño el 8 de mayo de 1869. Su padre, Joaquín Bellido Díaz, era ingeniero de Caminos y ocupaba entonces la jefatura de Obras Públicas de la provincia de Logroño. Había nacido en Ablitas (Navarra). Su madre, Mariana González Somoza, procedía de una familia lucense, pero había nacido en Villalpando (Zamora). Su tío, Gabriel González Somoza, abogado y fiscal de la audiencia de Oviedo, fue su padrino de bautizo. Las relaciones de su familia materna con Lugo y Asturias favorecieron con gran probabilidad su posterior ejercicio como arquitecto en dichas provincias.
Su formación básica inicial se realizó en Logroño. Se desplazó posteriormente a Madrid donde se tituló en su Escuela de Arquitectura el 5 de marzo de 1894. Su proyecto fin de carrera incluyó dos temas: «Croquis de puerta monumental de ingreso a un jardín botánico» y «Proyecto de un gran salón de conciertos». Apenas obtenido el título recibió el encargo, por parte del fabricante de chocolates Matías López, de construir unas escuelas públicas en su pueblo natal, Sarria, en la provincia de Lugo (las escuelas recibieron el nombre del industrial). En julio fue nombrado arquitecto municipal de Lugo. En 1895 se desplazó a tierras asturianas, al haber sido nombrado arquitecto diocesano por el obispo de Oviedo, Ramón Martínez Vigil, posiblemente gracias a los buenos oficios de su tío Gabriel. En diciembre de 1899 tomó posesión como arquitecto municipal de Gijón, tras una votación unánime del consistorio. Al aceptar este puesto tuvo que renunciar a la construcción de la Escuela Normal de Maestras y Prácticas Superiores en La Coruña, que habría incluido también el Archivo General Histórico de Galicia y la Biblioteca Pública de La Coruña, un proyecto que le había encargado el Ministerio de Fomento en 1896.
En Asturias llevaría a cabo una intensa labor: treinta y cuatro iglesias y numerosos edificios de viviendas (como arquitecto municipal de Gijón pudo dedicarse también al ejercicio libre de la profesión). Bellido fue el responsable de las imponentes iglesias de San Juan el Real en Oviedo, Santo Tomás de Canterbury en Avilés y San Lorenzo en Gijón. También los Almacenes Simeón (1901-1906), el Banco de Gijón (1902-1906) y el Museo Nicanor Piñole (1904-1908), en Gijón, todos ellos de estilo ecléctico. Tras esta etapa asturiana, ya a comienzos de siglo XX, se trasladó a Madrid y ya en la capital su estilo ecléctico fue evolucionando hacia la corriente modernista. En la capital ejecutó diversas obras de restauración, entre ellas las de las casas de Cisneros (1910-14) y de la Villa (1915), la Casa de la Carnicería (1916-1922), la Casa de los Lujanes (1910-1912) y el antiguo Real Hospicio de San Fernando, convertido posteriormente en Museo Municipal (1924-1929). Asimismo realizó obras de nueva planta, como la casa dos Portugueses, el Mercado de Ganados y Matadero Municipal ubicado en el paseo de la Chopera y el vecino Mercado Central de Frutas y Hortalizas ubicado en la plaza de Legazpi. En los años 1920 construyó el palacete de la calle de Alberto Aguilera como nueva sede del Instituto de Higiene Militar que actualmente alberga la Casa de México en España. En 1932 construyó el mercado de Tirso De Molina.
Obras destacadas

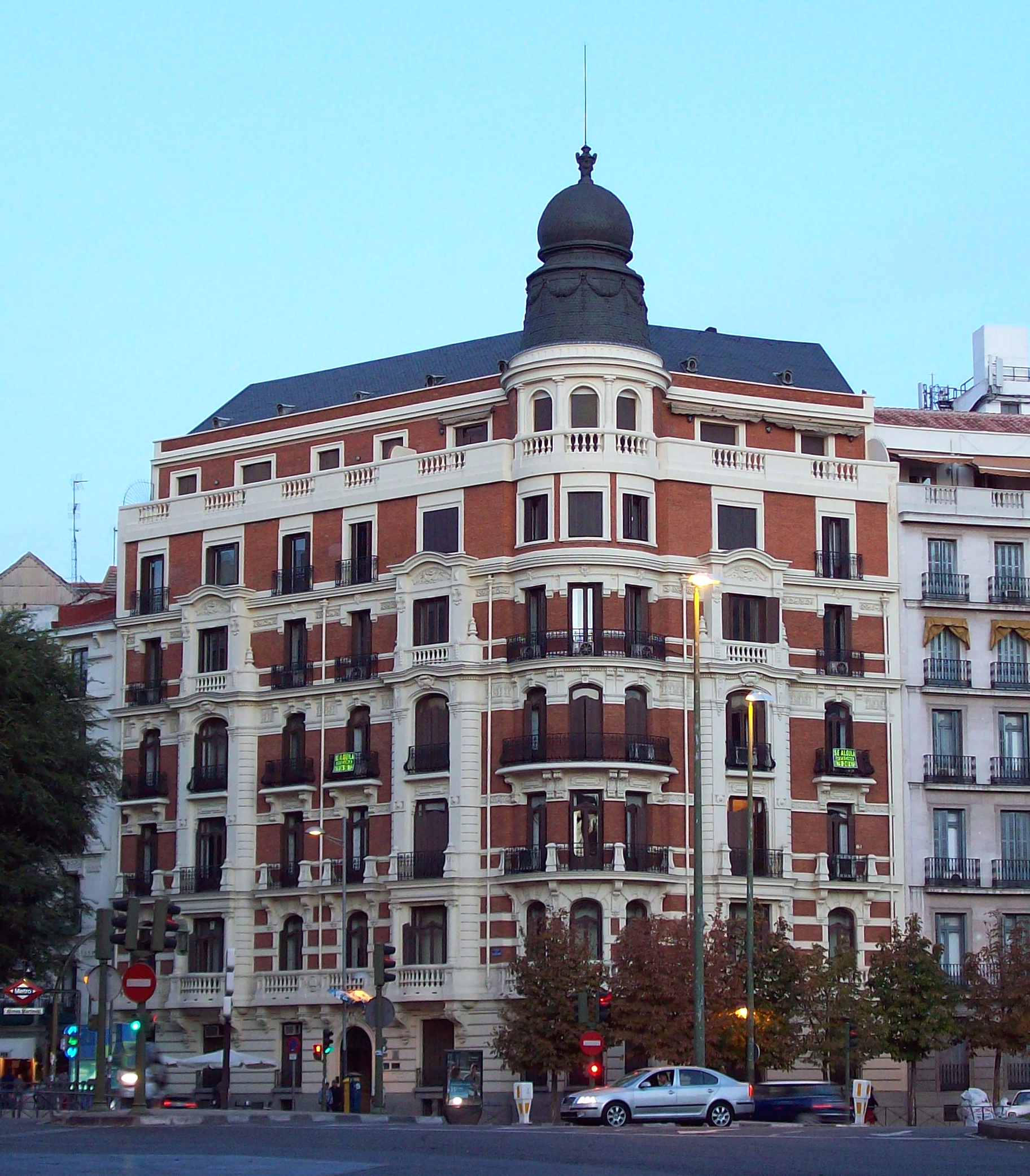
Viviendas para D. Manuel Bellido, Madrid
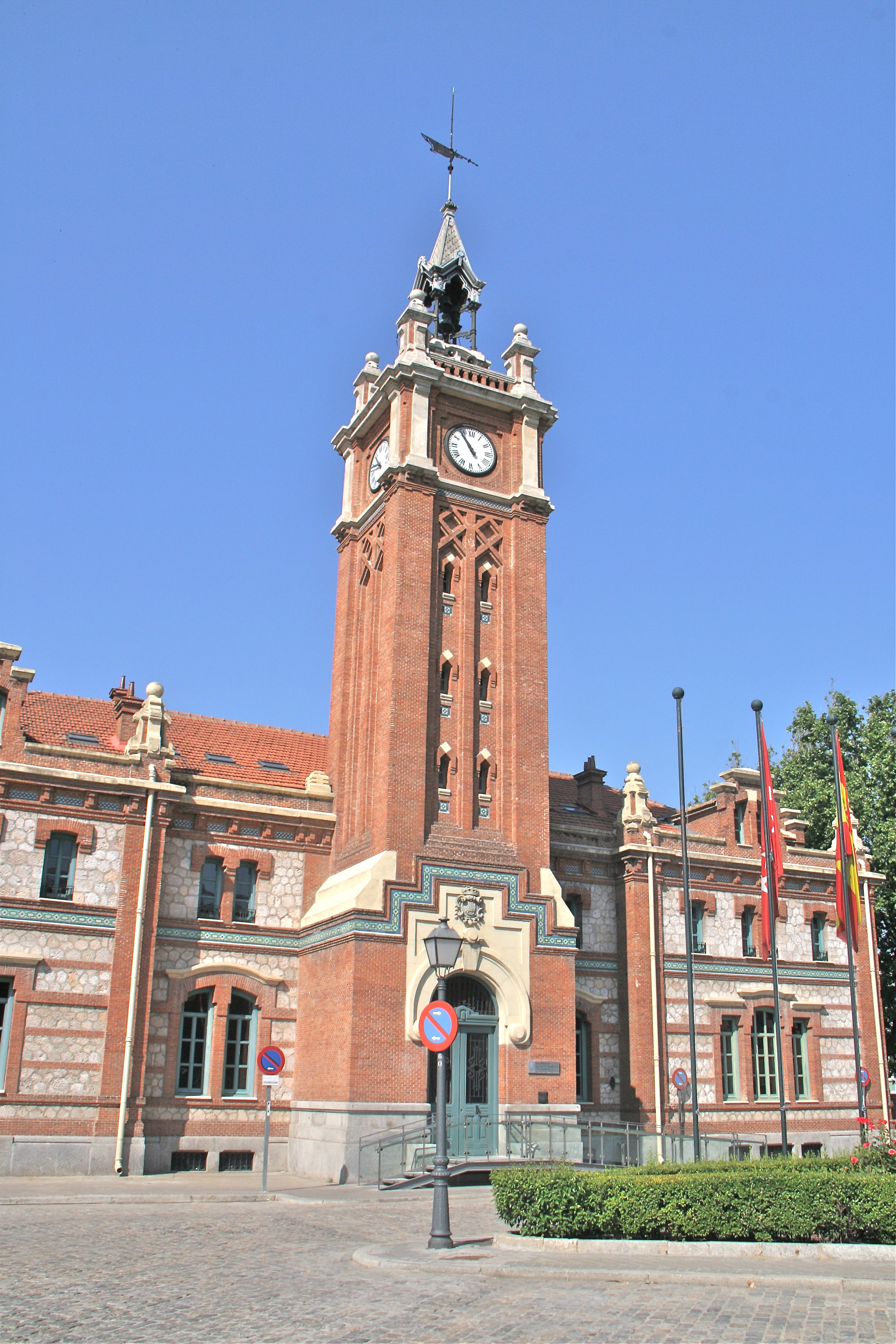
Casa del Reloj en el matadero de Arganzuela.
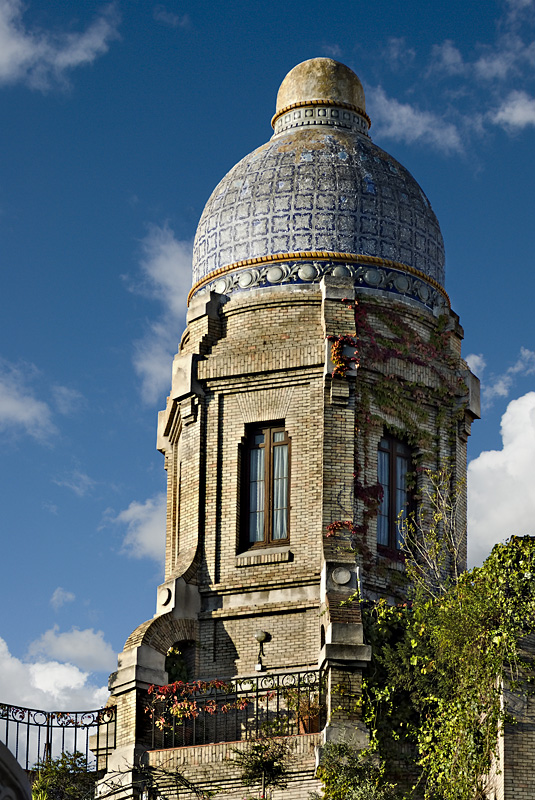
Casa dos Portugueses, Madrid
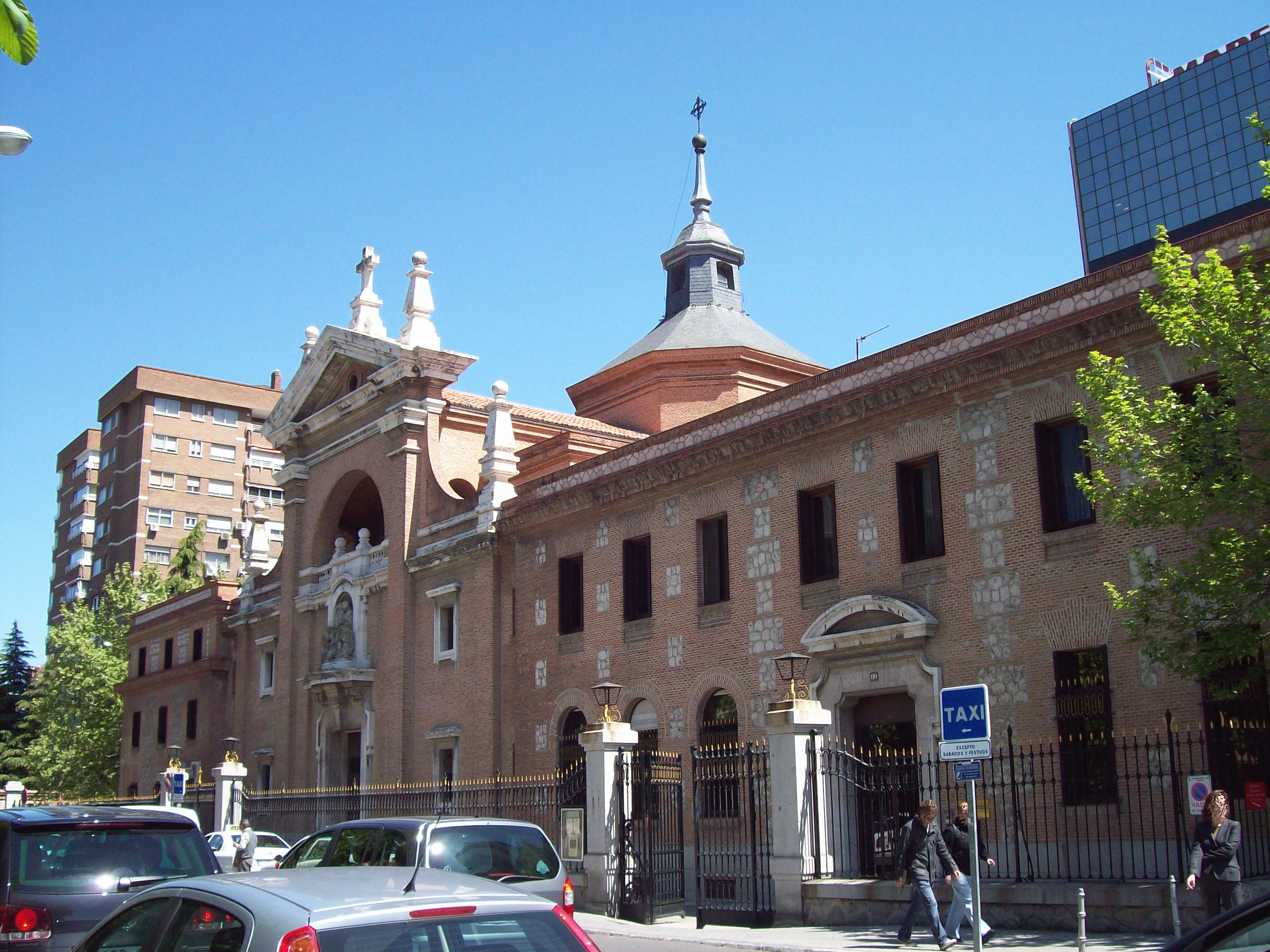
Convento e iglesia de las Reparadoras, Madrid
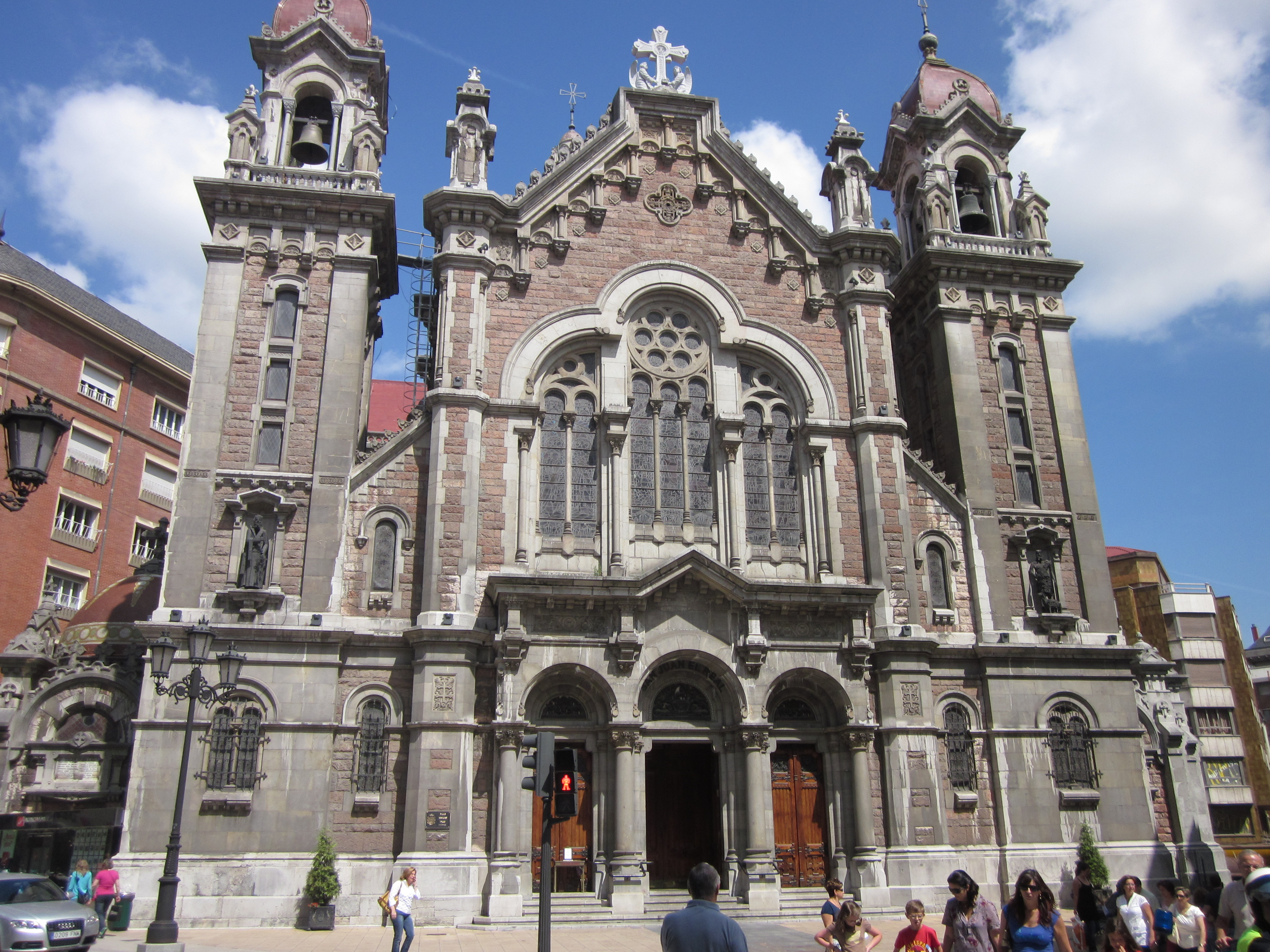
San Juan el Real, Oviedo
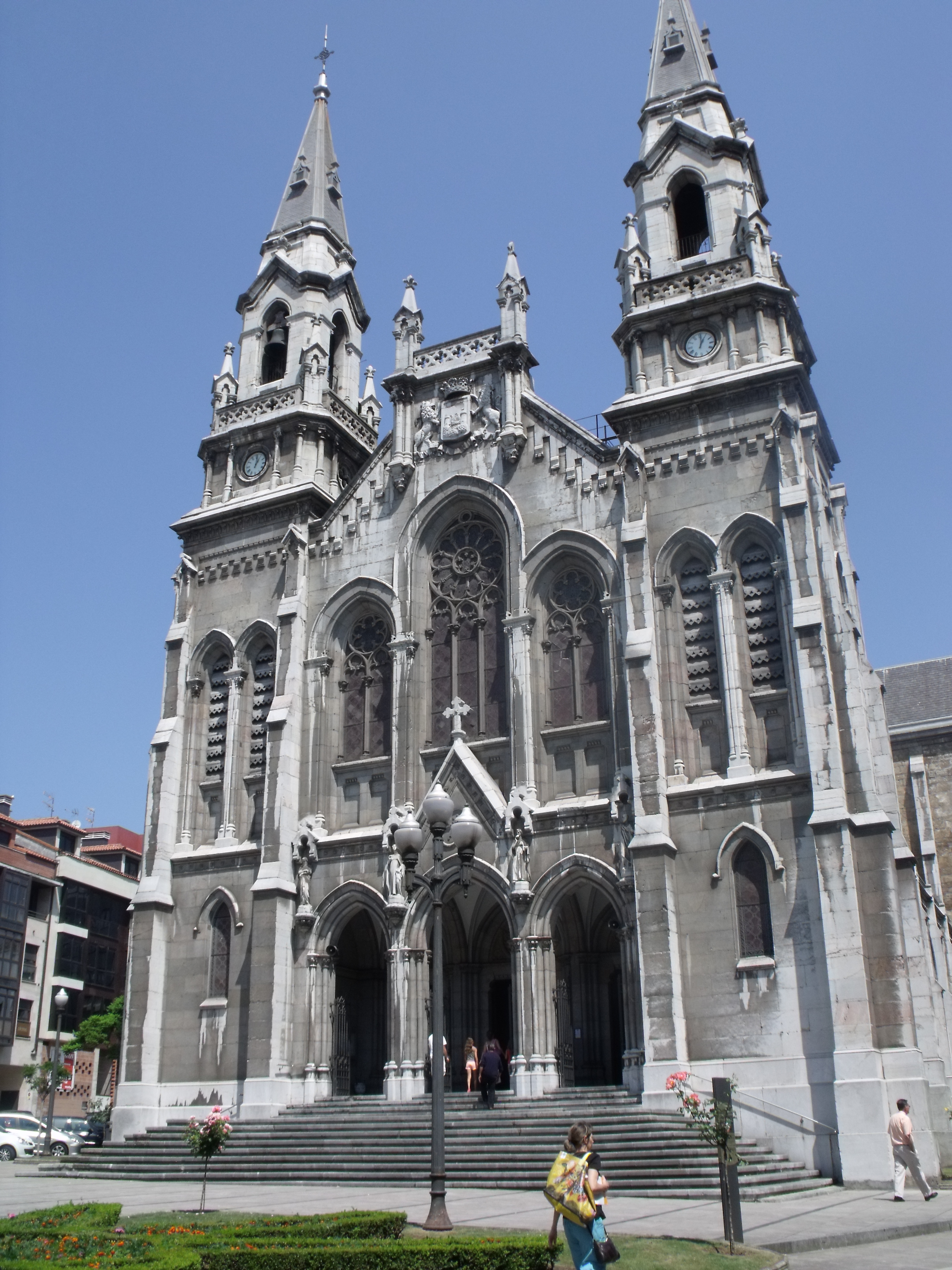
Santo Tomás de Canterbury, Avilés
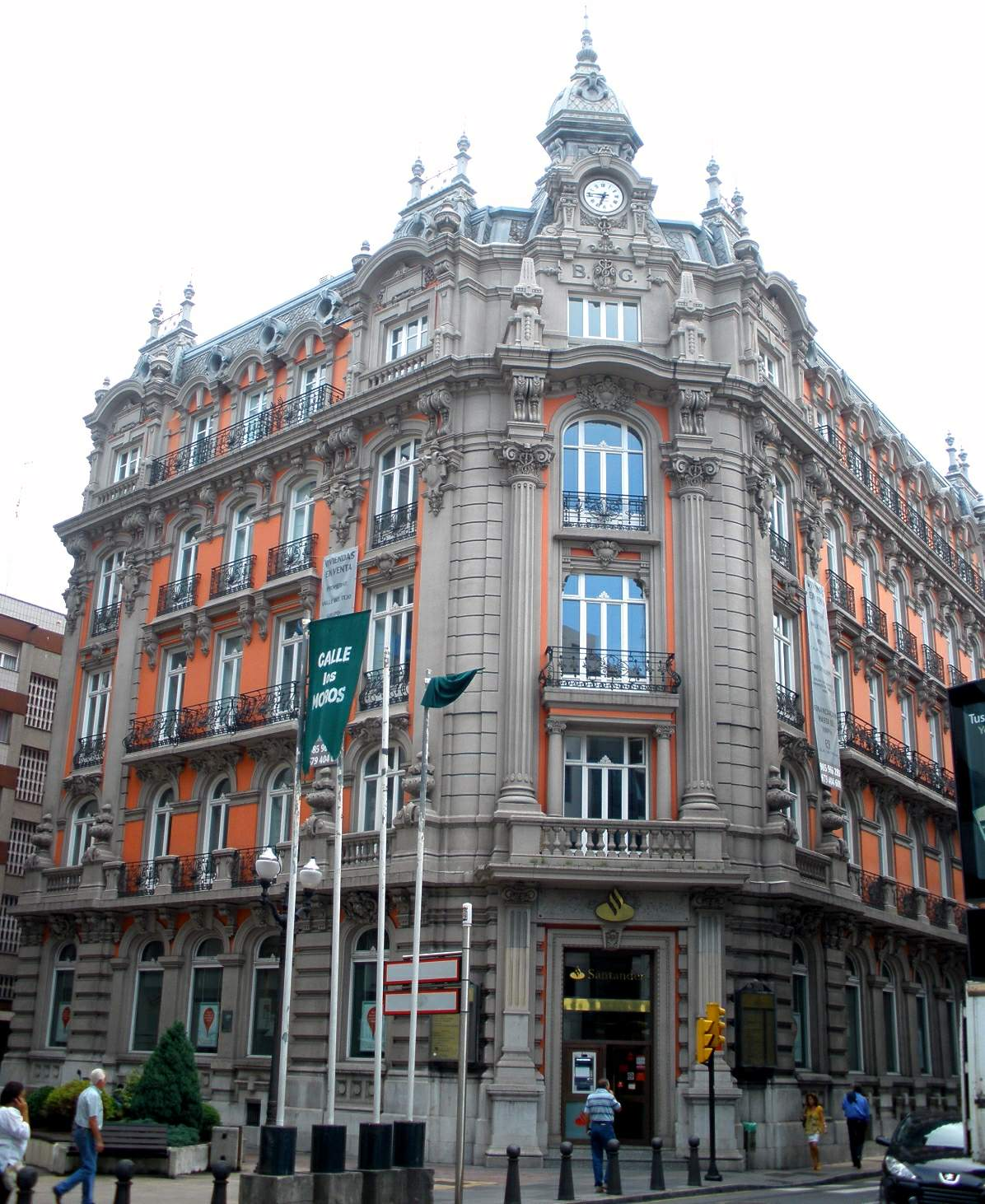
Antiguo Banco de Gijón

En 1925 Bellido ingresó en la Real Academia de Bellas Artes de San Fernando dando de esta forma reconocimiento a su carrera. Fundó el Colegio Oficial de Arquitectos de Madrid y llegó a ser presidente del Consejo General de Arquitectos.